# Gippelmauer

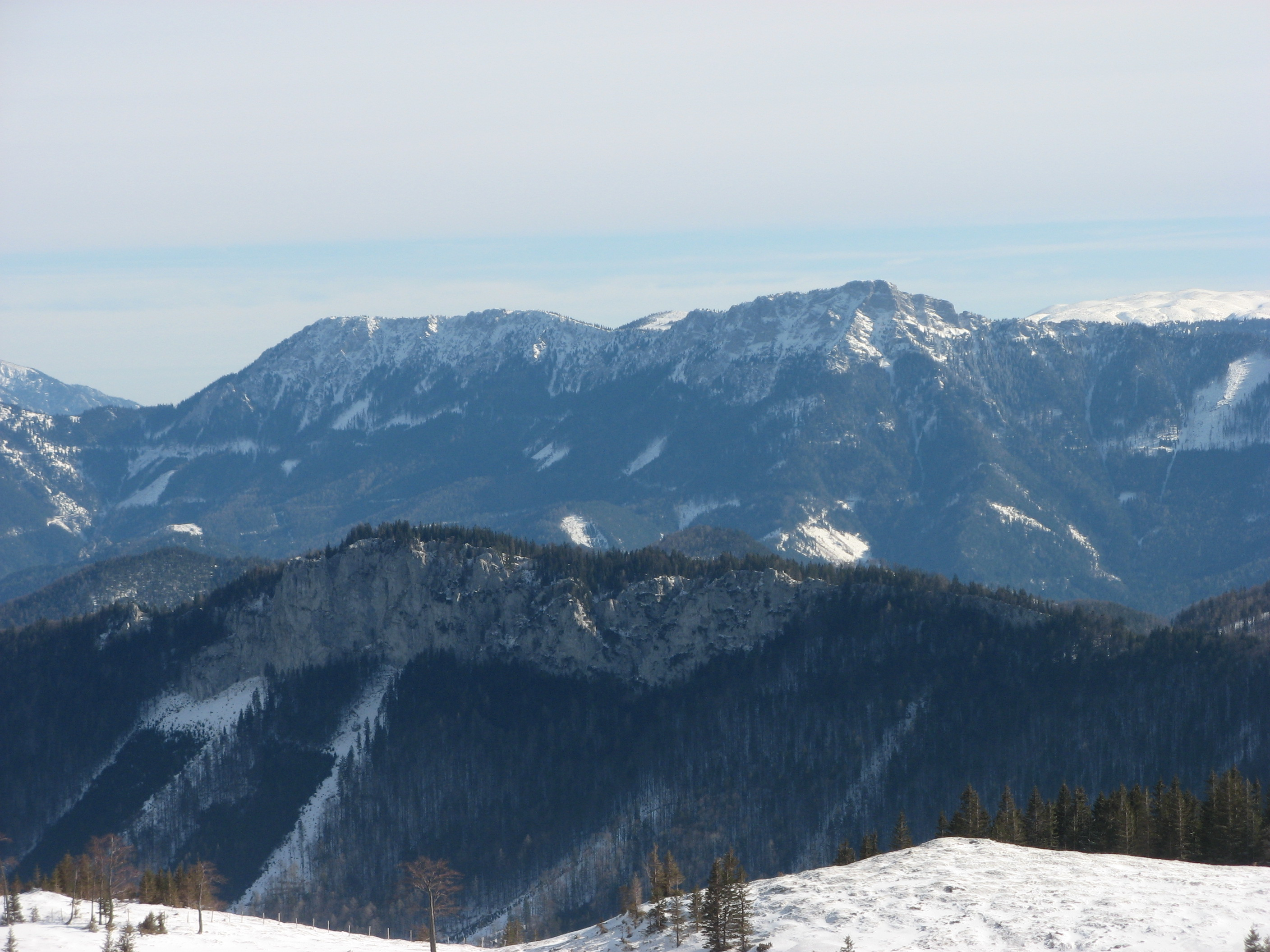
Gippelstock von Nordwesten (Tirolerkogel): Schwarzauer Gippel – Gippelmauer – Gippel

Die Gippelmauer ist ein um die 1600 m ü. A. hoher Gratabschnitt am Ostgrat des Gippel, einem Berg der Mürzsteger Alpen bei St. Aegyd am Neuwalde im Traisental und Schwarzau im Gebirge im Schwarzatal in Niederösterreich.

## Lage
Die Gippelmauer befindet sich südöstlich von St. Aegyd am Ende des Weißenbachtals (Holzhofergraben) und westlich von Schwarzau Markt an den Quellen des Preinbachs zwischen dem Gippel-Gipfel (1669 m ü. A.) und dem Schwarzauer Gippel (1605 m ü. A.). Sie zieht sich latschenbestanden über fast einen Kilometer fast in gleicher Höhe vom Schwarzauer Gippel zum Gippeltörl (ca. 1525 m ü. A.).
Südlich liegt die Einsattelung Ochsenboden, der Perschkogel (1613 m ü. A.) und dann die Gscheidlhöhe, der Übergang von Schwarzau in das oberste Mürztal (Stille Mürz).
Als Gemeindegrenze St. Aegyd–Schwarzau bildet sie auch die Bezirksgrenze Lilienfeld zu Neunkirchen und damit vom Mostviertel zum Industrieviertel. Da das Gebiet südlich des Gippels und Göllers, die Herrschaftsgründe, noch zu St. Aegyd gehören, ist die Steirische Landesgrenze noch etwas entfernt.

## Hydrographie
An der Gippelmauer treffen sich drei grundlegende Flussgebiete Österreichs: der Norden geht über die Unrecht Traisen zur Traisen in der Flussgebietseinheit Donau unterhalb Jochenstein (direkter österreichischer Donauraum), die Südwestflanke  über die Mürz zur Mur, der Flussgebietseinheit Mur (über Slowenien–Kroatien), die Südostflanke zur Schwarza der Leitha, Flussgebietseinheit Leitha, Raab und Rabnitz (östliches Alpenvorland, Flüsse über Ungarn). Der Tripelpunkt (⊙) liegt am Westteil über dem Ochsenboden.

## Wege
Die Gippelmauer war lange Zeit unwegsames Latschengefilz. Vor einigen Jahren wurde jedoch ein Weg ausgeholzt, sodass die Überschreitung Preinecksattel – Schwarzauer Gippel – Gippelmauer – Gippeltörl gut gangbar ist, mit Gipfelaufstieg oder als Rundwanderung. Die Route bietet prachtvolle Aussicht in die ganzen zentralen Steirisch-Niederösterreichischen Kalkalpen.